# フィラトフ・ルグ駅
フィラトフ・ルグ駅（フィラトフ・ルグえき、ロシア語: Филатов Луг）はモスクワ地下鉄・ソコーリニチェスカヤ線の駅である。

## 歴史
2019年6月20日に開業した。